# Saljut 1
Kosmická stanice Saljut typu Zarja byla první orbitální stanice Země, vypuštěná v rámci stejnojmenného programu Saljut. Na oběžné dráze byla 175 dní.

## Úvodní údaje
Byla vypuštěna 19. dubna roku 1971 přesně v jednu hodinu čtyřicet minut světového času z kosmodromu Bajkonur raketou Proton-K. Provozovatelem první orbitální stanice naší planety bylo ministerstvo obrany SSSR. Dostala přidělené katalogové číslo COSPAR 1971-032A. Byla uvedena na oběžnou dráhu ve výši 200–220 km. První let ke kosmické stanici byl Sojuz 10, ale tomu se nepodařilo se stanicí bezpečně spojit. To se povedlo až Sojuzu 11, jehož posádka na ní strávila 23 dní. Ta zemřela při návratu kvůli předčasnému otevření ventilu pro vyrovnávání tlaku vzduchu. Saljut 1 strávil na oběžné dráze 175 dní a 11. října po posledním zapálení motoru snížil rychlost tak, že zanikl v atmosféře nad Tichým oceánem.

## Části stanice
- Přechodový úsek - měl v průměru 2 m a délku 3 m včetně stykovacího uzlu pro připojení Sojuzu sloužil k uskutečnění vědeckých experimentů a přestup do transportní lodi. Na povrchu této části byly dva solární panely, které dodávaly elektrickou energii. Mohl být hermeticky uzavřený od ostatních částí stanice.
- Pracovní úsek - měl délku 9,1 m a byl vybaven 20 průzory pro navigační měření, vizuální pozorování a fotografování. V této části se nacházelo hlavní řídící středisko, v přední části hlavní palubní deska, niklokadmiové akumulátory, zásobování pitnou vodou (pro každého kosmonauta zvlášť) a ledničky pro zásoby potravy.
- Přístrojový úsek - měl délku 3,5 m, byly zde dva korekční motory stanice, 32 motorů orientačního a stabilizačního systému. Zvnějšku byly dva panely sluneční baterií.

Stanice měla observatoř ORION umožňující fotografování objektů v krátkovlnném spektru. Aparatura se nacházela v přechodovém úseku, a měla dva dalekohledy vnější a vnitřní. Pro fotografování se musela celá stanice zorientovat. Na stanici byl unikátní gama teleskop ANNA pro měření elektromagnetického vlnění a malá zahrádka (OAZA) pro studium růstu rostlin. Byl zde i běžící pás a další cvičební pomůcky.
Toaleta byla ve zvláště větrané části stanice.

## Lety ke stanici
Ke kosmické stanici byly vyslány dvě kosmické lodě.
| Mise     | Posádka                                                                                       | Datum startu   | Datum přistání  | Délka pobytu | Poznámka                                                                                      |
| -------- | --------------------------------------------------------------------------------------------- | -------------- | --------------- | ------------ | --------------------------------------------------------------------------------------------- |
| Sojuz 10 | Vladimir Alexandrovič Šatalov Alexej Stanislavovič Jelisejev Nikolaj Nikolajevič Rukavišnikov | 23. dubna 1971 | 25. dubna 1971  | 0            | Posádce se nepodařilo bezpečně spojit se stanicí.                                             |
| Sojuz 11 | Georgij Timofejevič Dobrovolskij Vladislav Nikolajevič Volkov Viktor Ivanovič Pacajev         | 6. června 1971 | 29. června 1971 | 23.77        | Posádka zemřela při návratu kvůli předčasnému otevření ventilu pro vyrovnávání tlaku vzduchu. |